# Nicolae Ciupercă
Nicolae Ciupercă (ur. 20 kwietnia 1882 w Rymniku, zm. 25 maja 1950 w więzieniu Jilava w Bukareszcie) − rumuński generał, minister obrony na przełomie 1938/1939 r., działacz antykomunistyczny w latach powojennych.

## Życiorys
W 1902 r. ukończył oficerską szkołę piechoty i kawalerii, uzyskując stopień podporucznika. W 1907 r. awansował do stopnia porucznika, zaś w 1911 r. kapitana. W 1913 r. ukończył akademię wojskową. Uczestniczył w I wojnie światowej jako major, a następnie podpułkownik. W 1920 r. awansował na pułkownika, zaś w 1930 r. na generała brygady. W międzyczasie ukończył akademię wojskową w Paryżu. W 1937 r. został generałem dywizji. Dowodził jednym z korpusów armijnych 3 Armii. Od 13 października 1938 r. do 1 lutego 1939 r. pełnił funkcję ministra obrony. Następnie stanął na czele inspektoratu generalnego armii. W 1939 r. dowodził 3 Armią, zaś w I poł. 1940 r. 2 Armią. 2 czerwca tego roku objął dowództwo 4 Armii. Od 22 czerwca 1941 r. uczestniczył na jej czele w walkach z Armią Czerwoną na froncie wschodnim. 13 października tego roku został zwolniony z pełnionej funkcji z powodu konfliktu z najwyższym dowództwem armii rumuńskiej w związku z walkami o Odessę. Był odznaczony Orderem Michała Walecznego i Wielkim Krzyżem Orderu Korony Rumunii oraz Orderem Gwiazdy Rumunii. Po zakończeniu wojny zaangażował się w antykomunistyczną działalność opozycyjną. Przystąpił do nielegalnej organizacji Graiul Sângelui. 12 września 1948 r. został aresztowany i w grudniu tego roku skazany na dożywocie. Był osadzony w więzieniu Jilava w Bukareszcie. Zmarł 25 maja 1950 r. w więziennym szpitalu.